# 한봄
한봄(본명: 김지윤, 1986년 8월 18일 ~ )은 대한민국의 트로트 가수이다.

## 개요
경상남도 진주시에서 출생하였으며, 진주시에서 유년시절을 보냈다. 음악 관련 일을 하시는 아버지와 노래를 잘 부르시는 어머니의 영향으로 5세 때부터 어머니가 부르던 <거울도 안보는 여자>를 따라하기 시작해 마스터 하면서 노래에 재능을 보였다.
중고교 시절 발라드를 좋아해 자주 따라불렀다. 한번은 수업 중 대표로 노래를 부르게 되었는데, 발라드에 바이브레이션을 넣는 특성 때문에 선생님이 "트로트 가수를 하면 잘 할 것 같다."고 조언한 뒤 트로트에 재능을 발견했다.
고교 3학년 때 진주 남가람가요제에 참가하면서 관계자들로부터 주목을 받았고, 20살 때 현인가요제에 참가해 대상을 받은 후 동창회, 교도소 위문공연 등 노래봉사를 하며 아마추어 가수로 활동하였다.
10년 간 진주의 작은 행사에서만 활동하였으나 큰 무대에 대한 갈증으로 10년만에 처음 TV에 출연하였는데, 2020년 9월 23일 SBS '트롯신이 떴다2'에 참가하여 최종 3위, 여성부 1위를 하며 이름을 알렸다.
'한봄'이라는 예명은 고전적이고 단아하면서도 밝고 따뜻한 느낌을 주기 위해 직접 지었다.
20세 때 '현인가요제' 참가 당시 대형 기획사 대표가 직접 진주로 찾아가 전속계약을 제안하였으나, 어머니를 혼자 두고 서울로 갈 수가 없어 심사숙고 끝에 계약을 포기했다. 11년간 지역에서만 가수로 생활하며 홀어머니를 극진히 모신 효녀가수로도 잘 알려져 있다. 한봄은 가수를 처음 시작할때부터 어머니가 소속사 및 매니저 역할을 해오고 있다.
주요 장르는 트로트이며 대표곡으로 <사랑하기좋은날>, <똑똑똑>, <꽃과 나비>, <와룡산>등이 있다.
'믿고 듣는 한봄' 뜻의 '믿듣봄'이라는 애칭도 있다.

## 데뷔
2010년 6월 30일 싱글앨범 《아님말고》로 데뷔한 후 본격적으로 가수로 활동하였다.

## 연예활동
- 2020년 9월 23일 SBS '트롯신이 떴다2'에 가수 생활 10년만에 처음으로 TV에 출연하였다. 오디션 결과 'LAST CHANCE'에서 최종 3위, 여성부 1위를 했다.
- 2022년 10월 21일 nxt엔터테인먼트에 소속되었다.
- 2023년 4월 14일 SBS '좋은아침'에 처음으로 아침 방송에 출연하였다.
- 2023년 MBN 현역가왕에 임신한 몸으로 참가했으나 경연 중 팀원들에게 부담이 되지 않기 위해 자진 하차하였고, 며칠 후 출산했다.

## 음반
- 2010년 아님말고 (Single)
- 2016년 아님말고
- 2017년 한봄 메들리 1,2집
- 2017년 꽃과 나비
- 2018년 와룡산
- 2020년 렛츠트롯 (Let's Trot) Part.1 하나
- 2020년 못해요 못해
- 2020년 렛츠트롯 (Let's Trot) P
- 2021년 사랑하기 좋은날 (싱글)

## TV
- 2020년 SBS 《트롯신이 떴다 2》
- 2020년 KBS2 주말연속극 《한 번 다녀왔습니다》 - 오연지 역
- 2023년 MBN 《현역가왕》

## 라디오
- 2021.07.27. MBC충북 《하미진 송민수의 즐거운 오후》 '3시의 라이브', 게스트 <빙빙빙>,<잠깐만>,<내장산>

## 학력
- 진주산업대학교 산업디자인과

## 수상
- 돝섬가요제 대상
- MBC 해변가요제 장려상, <그 사람의 결혼식>
- 금산가요제 대상
- 2005년 제1회 현인가요제 부산경남 대상
- 함안 처녀뱃사공 가요제 대상
- 아이넷 TV 대한민국 트로트가요제 부산경남대표 대상
- 2020년 SBS TV 트롯신이 떴다2 최종 3위(여성부 1위)
- 2022.11.30. 《제30회 대한민국 문화연예대상》성인가요 트로트 부문 신인상[5]
- 2023.06.03. 《2023 고복수·황금심 가요축제》 영트롯스타상

## 경력
- 2021.06.12. 경상남도 진주시 홍보대사[6]